# Acrapex prisca
Acrapex prisca is een vlinder van de familie van de uilen (Noctuidae). De wetenschappelijke naam van deze soort is voor het eerst voorgesteld als Leucania prisca door Francis Walker in een publicatie uit 1866.
De soort komt voor op Sri Lanka.